# Млинув (Великопольське воєводство)
Млинув (пол. Młynów) — село в Польщі, у гміні Острув-Велькопольський Островського повіту Великопольського воєводства.